# Voglia di gentilezza
Voglia di gentilezza (The Kindness of Strangers) è un film del 2019 diretto da Lone Scherfig.
La pellicola, che ha per protagonisti Andrea Riseborough, Zoe Kazan, Tahar Rahim, Bill Nighy, Caleb Landry Jones e Jay Baruchel, è stata presentata in anteprima mondiale in concorso al Festival di Berlino il 7 febbraio 2019.